# Tao Thuriang (Sukhothai)
Tao Thuriang (auch Tao Thu Riang oder Tao Turiang, thailändisch เตาทุเรียง, englisch Thuriang Kilns) bezeichnet einen ehemaligen Töpfereibezirk am nördlichen Rande der historischen Altstadt Sukhothai im UNESCO-Weltkulturerbe Geschichtspark Sukhothai in Thailand.

## Lage

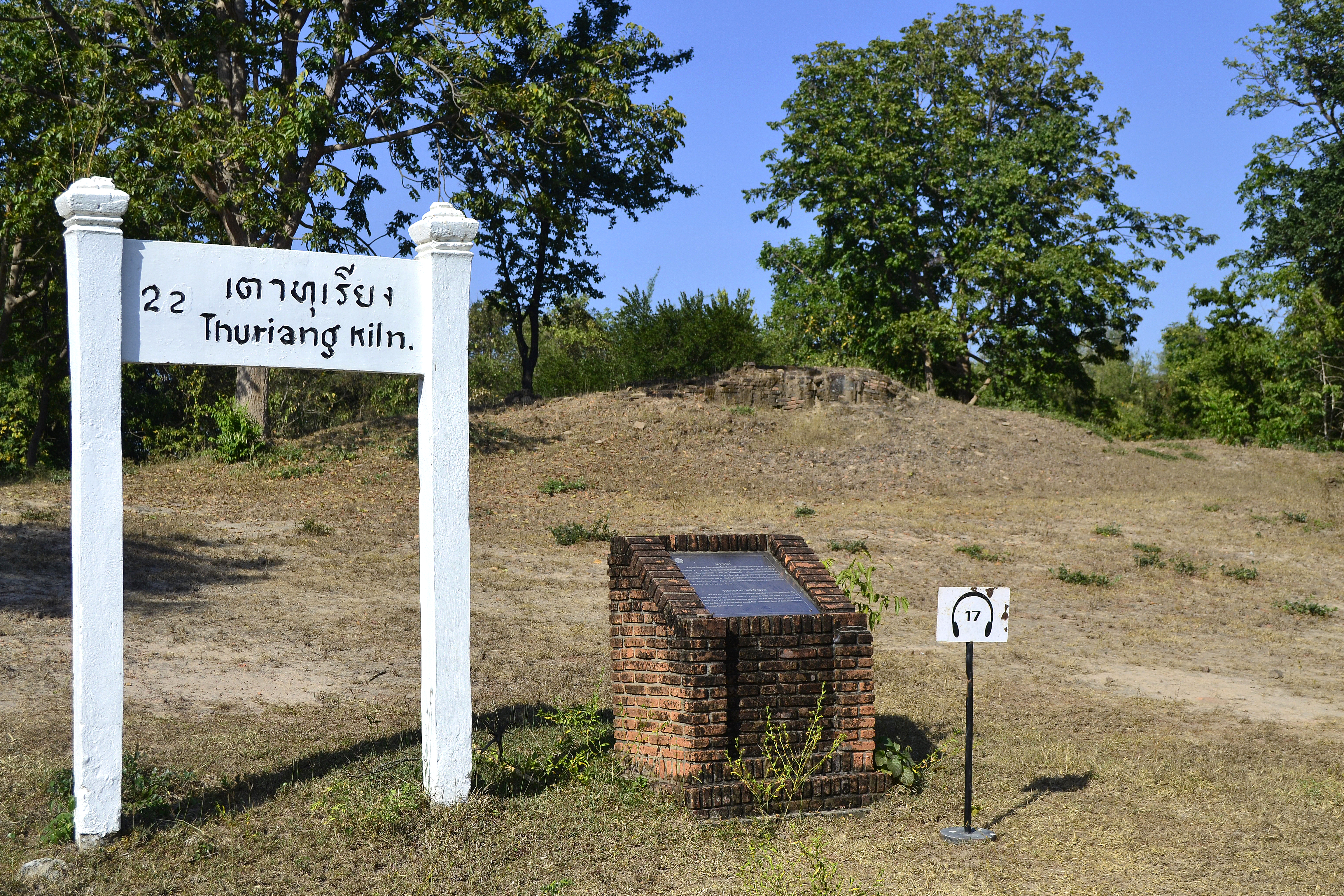
Hinweis auf das Gebiet der Töpferöfen

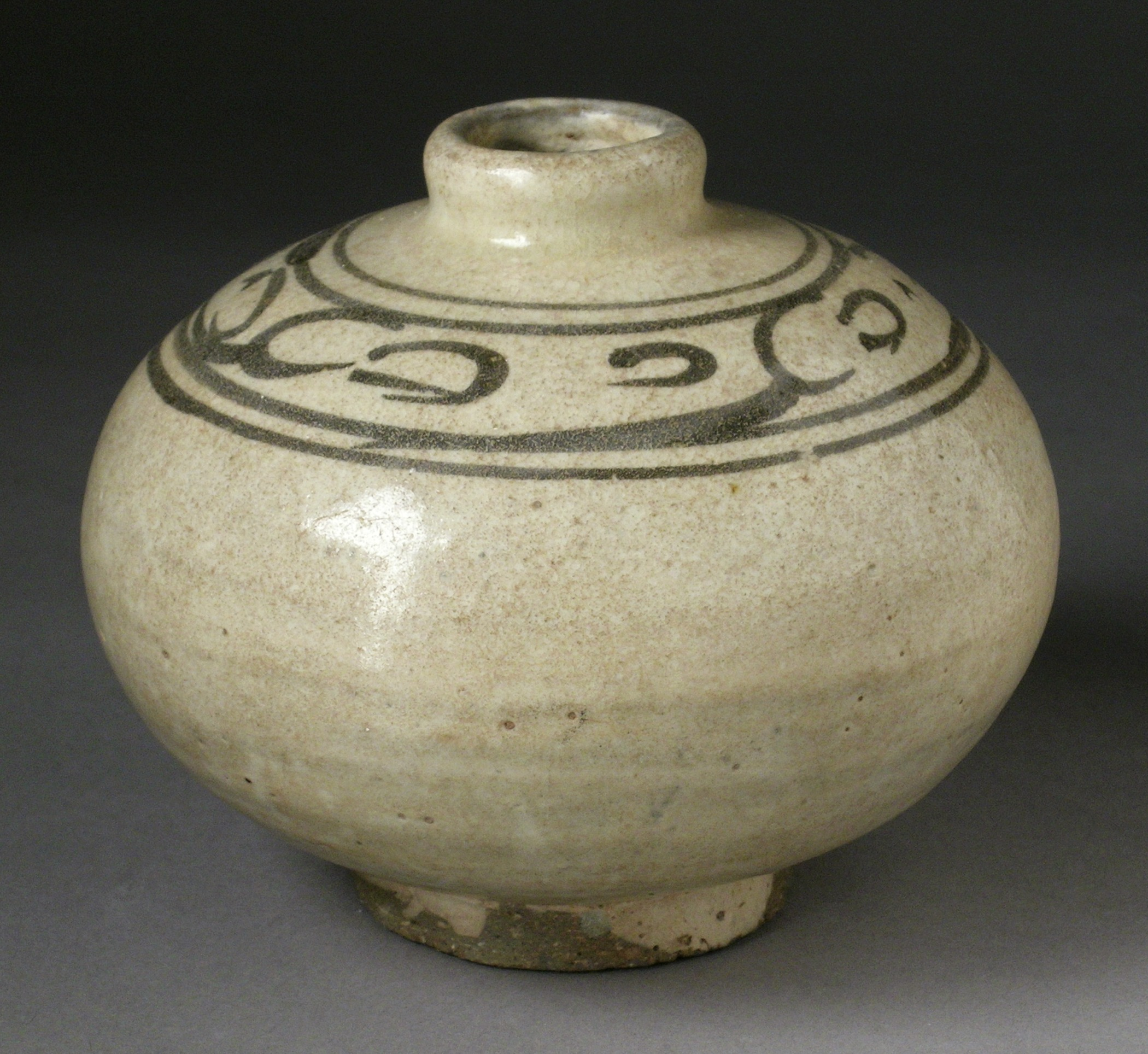
Gedrungener Krug aus dem späten 14. Jahrhundert
Typisches Exemplar von Sukhothai-Keramik, wie sie in den Thuriang-Öfen gebrannt wurde.
Los Angeles County Museum of Art

Die Ruinen des ehemaligen Töpferbezirks befinden sich gut 800 Meter außerhalb der alten Stadtmauern in einem buschigen Gelände, unmittelbar nördlich des den Wat Phra Phai Luang umgebenden Wassergrabens. In Ost-West-Ausdehnung erstrecken sie sich über eine Länge von rund 700 Metern, in Nord-Süd-Ausdehnung variiert die Breite des Areals um die 100 Meter. Inmitten des Töpfergeländes befindet sich der Wat Tao Thuriang. Die sehenswertesten Ofenruinen befinden sich in unterschiedlichen Erhaltungs- und Überwucherungszuständen westlich des Wats.

## Befunde
In diesen Bereichen wurden insgesamt 51 Brennöfen archäologisch nachgewiesen, von denen jedoch nur elf die Voraussetzungen besaßen, die für die Herstellung der außergewöhnlichen und asienweit gehandelten Sukhothai- und Sawankhalok-Ware erforderlichen hohen Temperaturen zu erreichen. Neben diesem hochwertigen Steinzeug wurde auch in großen Stückzahlen Irdenware produziert, für die niedrigere Temperaturen ausreichend sind. Insgesamt werden rund 100 Kilns vermutet. Sie wurden vermutlich vom ausgehenden 13. Jahrhundert bis in die zweite Hälfte des 16. Jahrhunderts hinein betrieben.

Töpferöfen im Geschichtspark Sukhothai
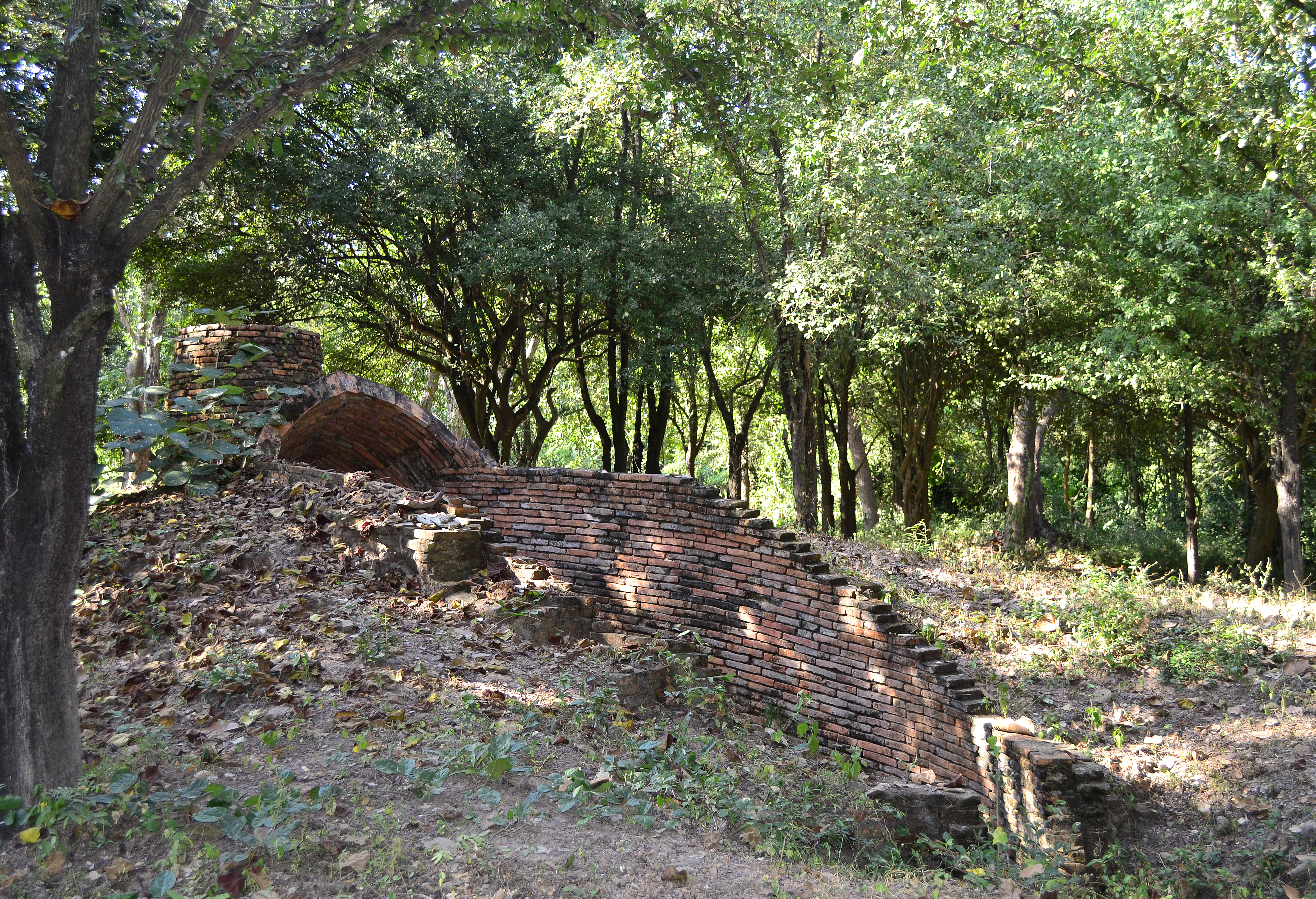
Erscheinungsbild im heutigen Gelände
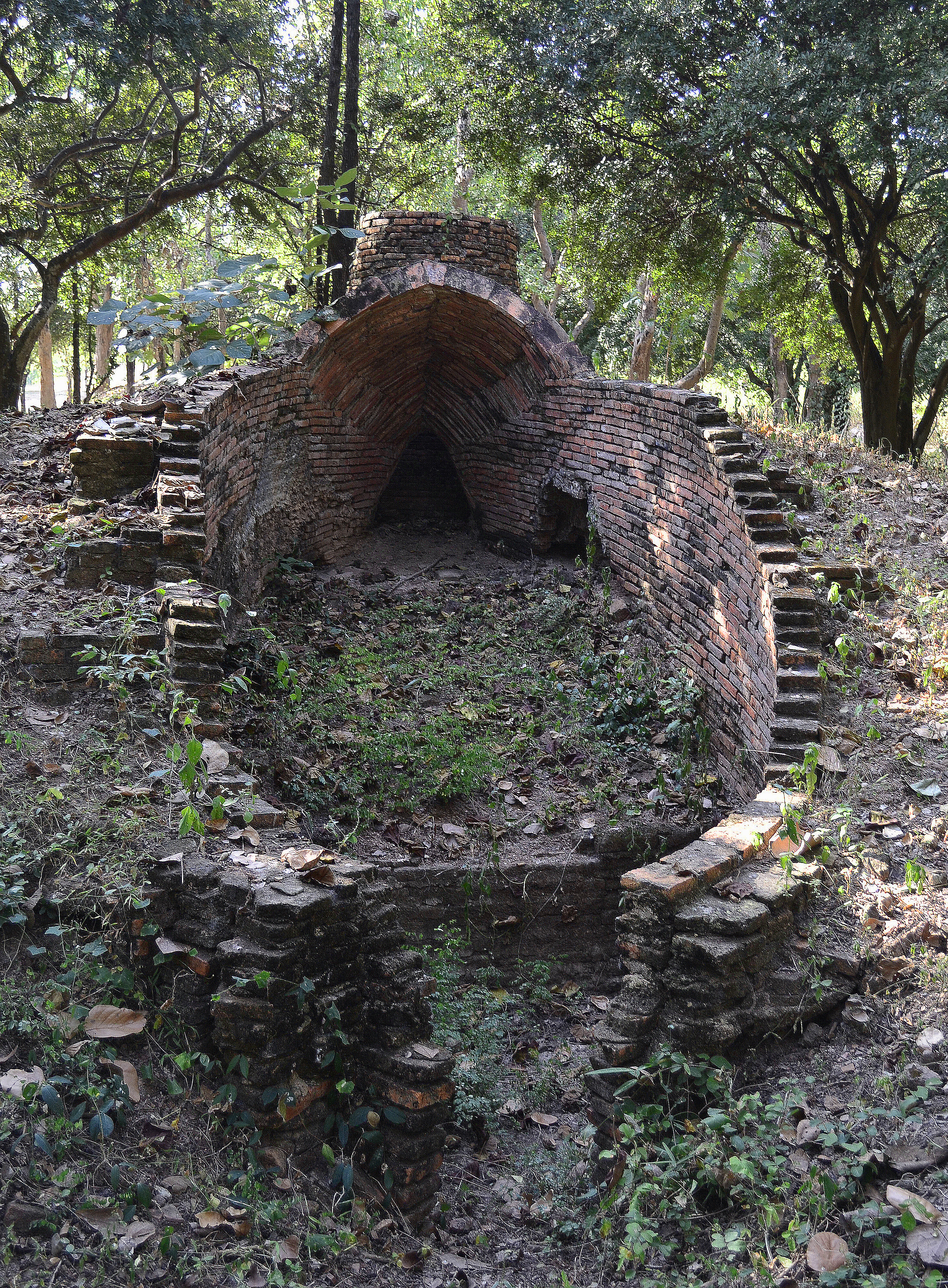
Gut erkennbare Dreiteilung in Feuerungs-, Brenngut- und Abzugsbereich
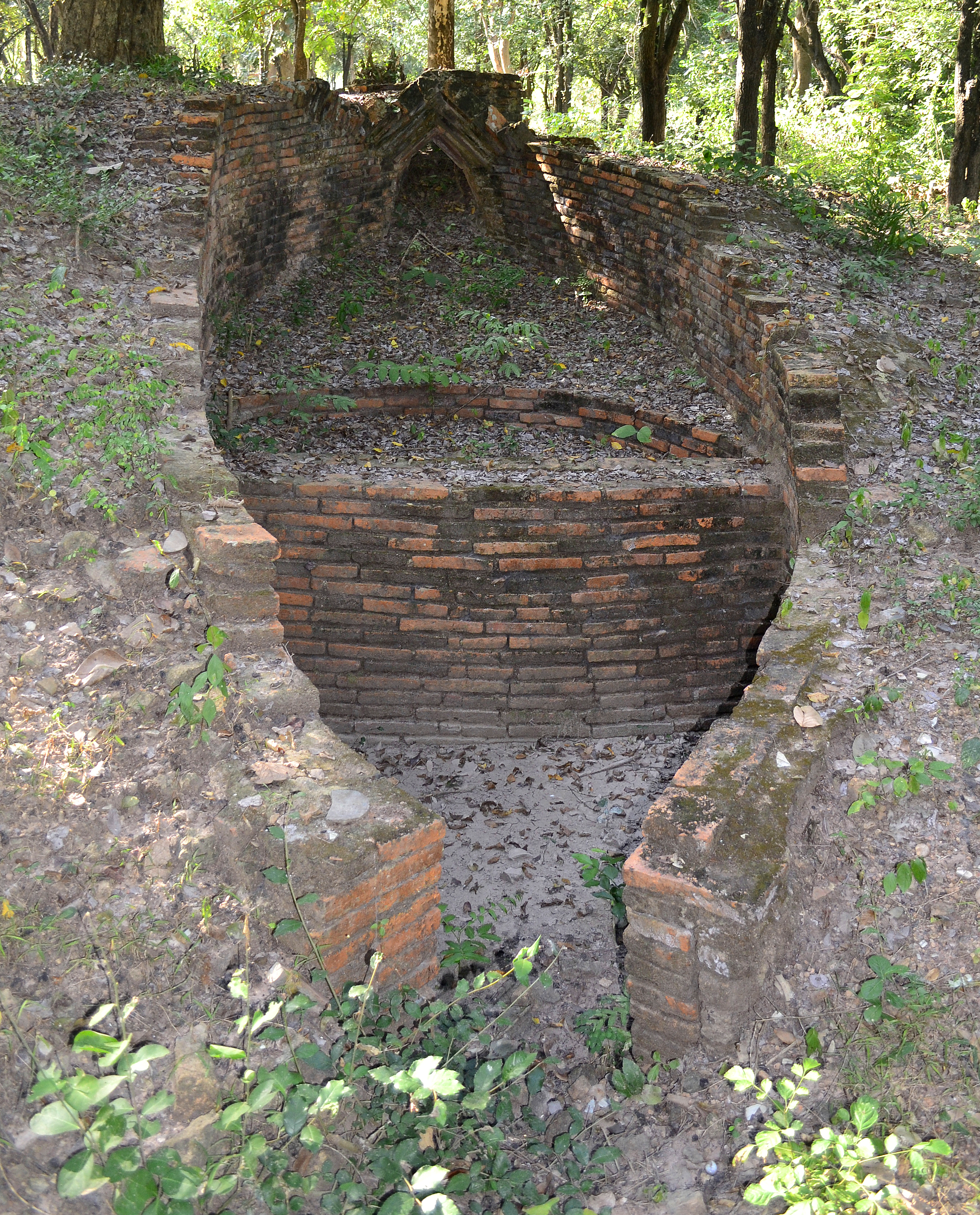
Deutlich tiefer liegender Feuerungsbereich
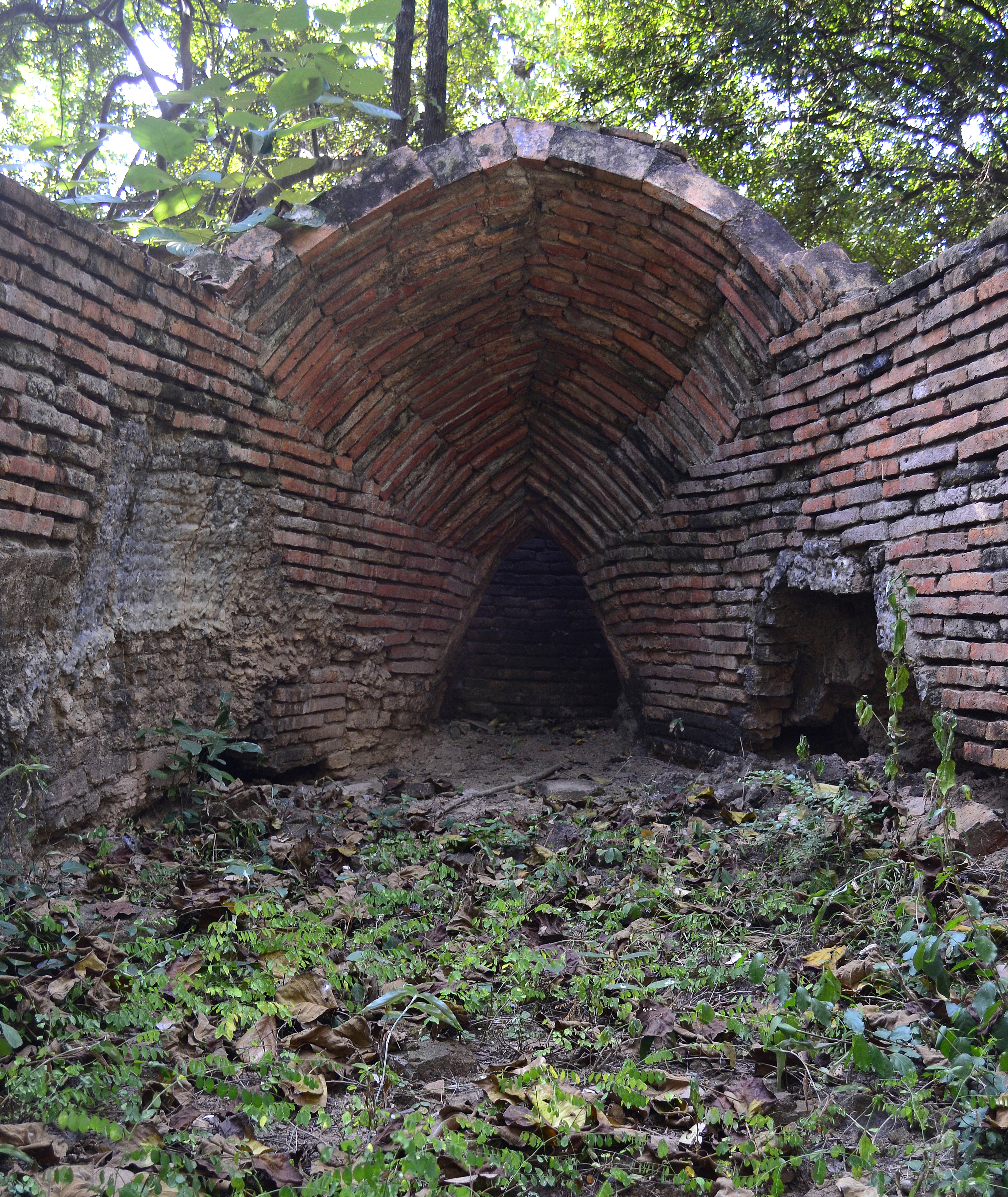
Blick vom Brenngut- in den Abzugsbereich
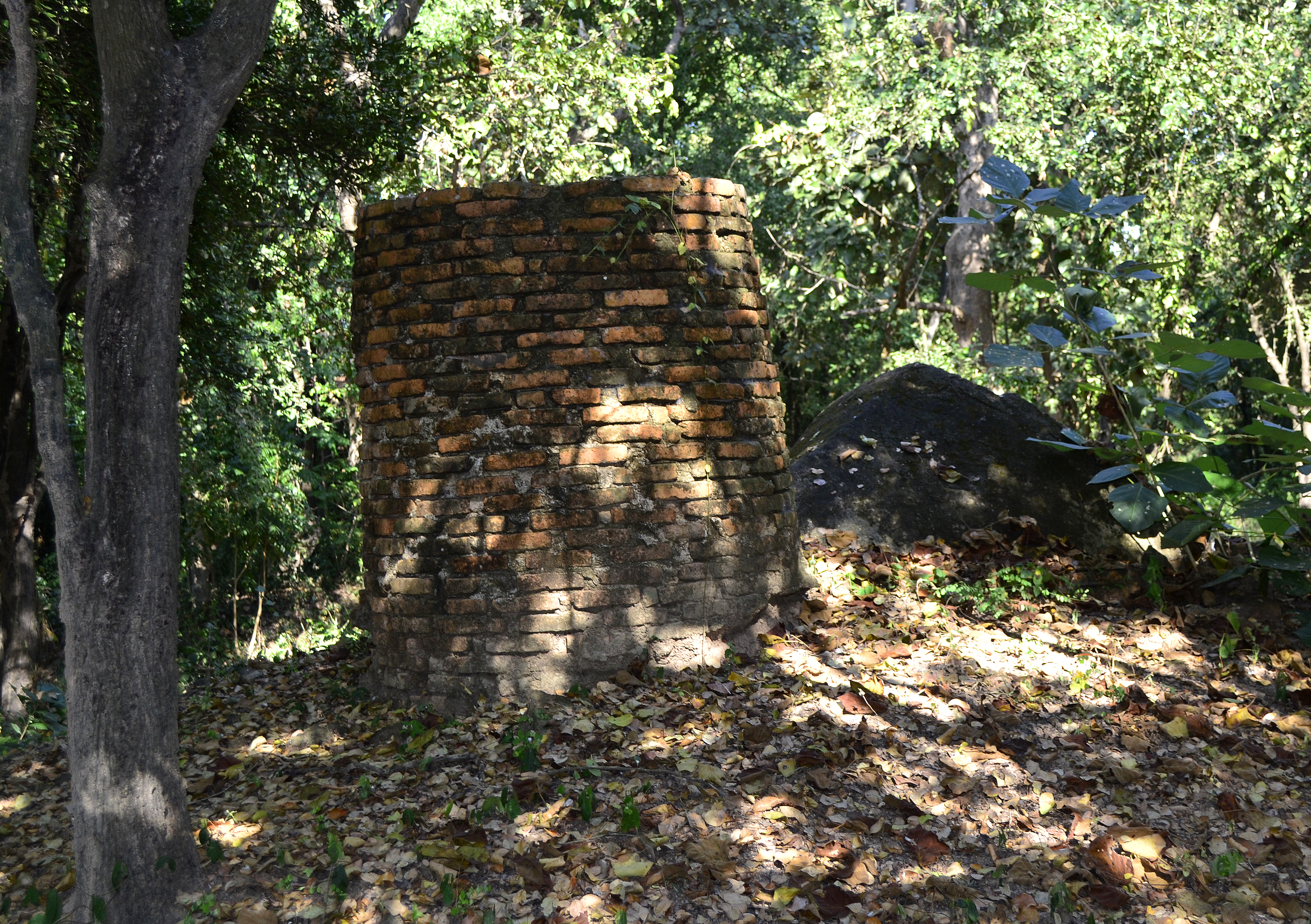
Schlot eines Töpferofens

## Technologie
Zur Produktion der Irdenware wurden einfache, runde Brennöfen mit linear nach oben abziehender Luft (englisch: up-draft kilns) verwendet. Zur Herstellung der Sukhothai- und Sawankhalok-Ware benötigte man dreigliedrige Öfen mit zirkulierender Luft (englisch cross-draft kilns). Den vordersten und am tiefsten gelegenen Bereich der dreigliedrigen Ofenkonstruktionen bildete die Feuerungskammer, auf die der größte, auf höherem Niveau gelegene, ovale und überkuppelte Raum mit dem Brenngut folgte. Dieser Raum wiederum ging an seinem Ende mit einer Abzugseinrichtung in einen Kamin über. Die „Kilns“ entwickelten sich im Laufe der Zeit von relativ einfachen, in die Erde gegrabenen Höhlen über Zwischenformen zu vollständig durchkonstruierten, oberirdischen Backsteinöfen. Die letzte Variante dominiert bei den Befunden in Sukhothai. Da dabei die jeweils jüngeren auf den älteren Öfen angelegt wurden, bildeten sich auch heute noch gut sichtbare Erdhügel im Gelände.